# أيام ساكاموتو
أيام ساكاموتو هي سلسلة مانغا يابانية من تأليف ورسم يوتو سوزوكي، تنشر في مجلة شونن جمب الأسبوعية من قبل دار شوئيشا منذ نوفمبر 2020. وعشرين مجلدًا اعتبارًا من يناير 2025م.
اُقتبس كأنمي تلفزيوني بإنتاج أستوديو تي.إم.إس إنترتينمنت عُرض على تلفزيون طوكيو أول مرة في يناير 2025م. نتفلكس رخصت الأنمي ليُعرض عالميًا.

## القصة
تدور القصة حول تارو ساكاموتو، قاتل محترف  متقاعد، استقر في حياة هادئة وعادية كرب أسرة. ومع ذلك، تنقطع حياته الهادئة عندما يأتي أعداؤه السابقون وزملاؤه من أيام عمله كقاتل محترف، سعياً للانتقام. لحماية عائلته وأحبائه، يجب على ساكاموتو استخدام مهاراته القتالية الاستثنائية لمواجهة مجموعة متنوعة من الخصوم مع محاولة الحفاظ على مظهره العادي.

## الشخصيات
- تارو ساكاموتو

أداء صوتي: توموكازو سوغيتا (اليابانية)، طارق عبيد (العربية)
- شين أساكورا

أداء صوتي: نوبوناغا شيمازاكي (اليابانية)، عمر أشرف (العربية)
- لو شياوتانغ

أداء صوتي: أياني ساكورا (اليابانية)، هايدي أمير (العربية)
- آوي سكاموتو

أداء صوتي: ناو توياما (اليابانية)، حبيبة بهاء (العربية)
- هانا ساكاموتو

أداء صوتي: هينا كينو
- هيسوكي ماشيمو

أداء صوتي: ريوتا سوزوكي

## روابط خارجية
- أيام ساكاموتو على موقع نتفليكس (الإنجليزية)
- أيام ساكاموتو على موقع ANN manga (الإنجليزية)